# ヴィンチェンツ・プリースニツ

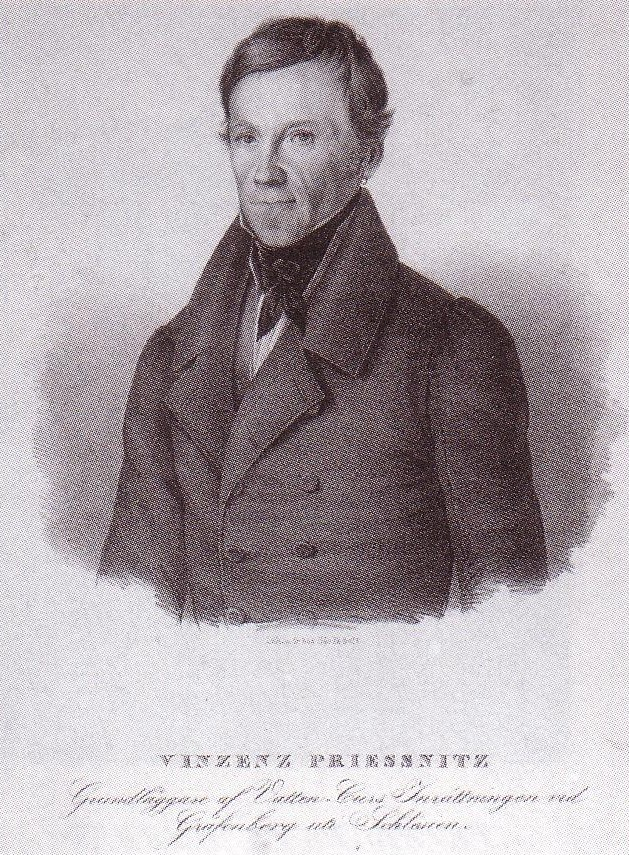
Vincenz Priessnitz

ヴィンチェンツ・プリースニツ（Vincenz Priessnitz、ドイツ語表記では姓は Prießnitz 、名はドイツでは Vinzenz、英語圏では Vincent、チェコでは Vincencと表記される。1799年10月4日 - 1851年11月28日）はグレーフェンベルクの農民であり、「水治療法」(en)の創始者である。「水治療法」は19世紀にプリースニツに名声をもたらし、現在も代替療法としても用いられるが、正統的な物理療法でも用いられている。

## 人物
Frývaldov （現 イェセニーク）近くの グレーフェンベルク（現 Lázně Jeseník）に生まれた。両親は開拓農民で、8歳の時父親が失明し、さらに兄がその4年後に死んだので、農業を手伝わなければならなかった。傷ついたノロジカが傷をいやすために水中に入っていたのを見たことがあったことから、自らも材木の伐採中に指を傷つけた時に水で冷やしていやした。さらに1816年に肋骨を骨折する大怪我を負った時も、水治療法で直した。家畜や近所の人の治療に冷たい水をあびせることによって治療し、地域で有名になった。治療を受けに来る人々が増えたにので、1822年に父親の家を療養所として建て直した。
評判は高まり、1826年に彼はオーストリア皇帝の弟、アントン・ビクターを治療するためにウィーンに招かれ、多くの人々が治療をうけるためにグレーフェンベルクに集まった。プリースニツの使った療法は水浴びだけでなく、運動と芝生の上を裸足で歩くことであった。食事と睡眠は厳格に管理された。「水治療法」は地域の医師に受け入れられず、素人のインチキ療法であると批判されたが、王室の委員会は批判を受け入れず、1838年にプリースニツに保養所の経営の認可を与えた。この保養所は翌年、王室の人々を含む、1500人の患者を受け入れ、120人の医師が新しい療法を学ぶために訪れた。30人が宿泊できるキャッスルと名付けられた新しい保養所が増設された。1846年に勲章を受勲し、患者となった貴族たちによって保養所に記念碑が建てられた。有名な作家のニコライ・ゴーゴリもプリースニツの保養所に2度滞在した 。
1852年に水腫に罹患するが、医者にかかることも、薬を飲むことなく死亡したと伝えられた 。